# جوليان بيغيلو
جوليان بيغيلو (بالإنجليزية: Julian Bigelow)‏ هو عالم حاسوب ومهندس أمريكي، ولد في 19 مارس 1913 في نوتلي ‏ في الولايات المتحدة، وتوفي في 17 فبراير 2003 في برينستون في الولايات المتحدة.